# Smoke d'Asheville
Le Smoke d'Asheville est une ancienne franchise professionnelle de hockey sur glace en Amérique du Nord qui évoluait dans l'United Hockey League. L'équipe était basée à Asheville en Caroline du Nord.

## Historique
La franchise est créée en 1998. Elle évolue quatre saisons en United Hockey League avant de cesser ses activités à la fin de saison 2002. 

### Saisons après saisons
Note: PJ : parties jouées, V : victoires, D : défaites, N : matchs nuls, DP : défaite en prolongation, DF : défaite en fusillade, Pts : Points, BP : buts pour, BC : buts contre, Pun : minutes de pénalité
| Saison    | PJ | V  | D  | N | DP | DF | Pts | Classement                | Séries éliminatoires                    |
| --------- | -- | -- | -- | - | -- | -- | --- | ------------------------- | --------------------------------------- |
| 2001-2002 | 74 | 36 | 34 | - | 4  | -  | 76  | 5e place, division UHLE   | Ne participe pas                        |
| 2000-2001 | 74 | 45 | 22 | - | 7  | -  | 97  | 1 e place, division UHLSE | Défaite en finale de la Coupe Coloniale |
| 1999-2000 | 74 | 34 | 38 | - | 2  | -  | 70  | 3e place, division UHLE   | Défaite en première ronde               |
| 1998-1999 | 74 | 36 | 35 | - | 3  | -  | 75  | 2e place, division UHLE   | Défaite en première ronde               |

## Anciens joueurs
- Jean-François Dufour
- John Christian Ruid